# Critérium du Dauphiné libéré 2009
La 61e édition du Critérium du Dauphiné libéré, inscrit au calendrier de l'UCI ProTour 2009, a eu lieu du 7 au 14 juin 2009. L'Espagnol Alejandro Valverde a remporté pour la deuxième année d'affilée le Critérium du Dauphiné libéré.

## Présentation

### Parcours
Ce critérium du Dauphiné libéré s'élance de manière inédite depuis Nancy en Lorraine. Le groupe de presse EBRA qui possède le quotidien rhonalpin depuis 2006 est en effet basé à Nancy (siège initial de l'Est Républicain). La course cycliste ne rentre définitivement sur ses terres historiques qu'au troisième jour de course avec une arrivée à Saint-Étienne.

### Équipes
Le Critérium du Dauphiné libéré étant une course inscrite au calendrier de l'UCI ProTour, les 18 équipes ProTeams participent à la course. La dernière équipe fait partie de la seconde division mondiale, les équipes continentales professionnelles.
| ProTeams (18)- AG2R La Mondiale - Astana - BBox Bouygues Telecom - Caisse d'Épargne - Cofidis, le Crédit en Ligne - Columbia-High Road - Euskaltel-Euskadi - Fuji-Servetto - Garmin-Slipstream - Katusha - La Française des jeux - Lampre-NGC - Liquigas - Team Milram - Quick Step - Rabobank - Saxo Bank - Silence-Lotto Équipe continentale professionnelle- BMC Racing Team |
| |

## Parcours et résultats
| Étape     | Date    | Villes étapes                       | type                        | Distance (km) | Vainqueur d'étape | Leader du classement général |
| --------- | ------- | ----------------------------------- | --------------------------- | ------------- | ----------------- | ---------------------------- |
| 1re étape | 7 juin  | Nancy – Nancy                       | contre-la-montre individuel | 12,1          | Cadel Evans       | Cadel Evans                  |
| 2e étape  | 8 juin  | Nancy – Dijon                       |                             | 228           | Angelo Furlan     | Cadel Evans                  |
| 3e étape  | 9 juin  | Tournus – Saint-Étienne             |                             | 182           | Niki Terpstra     | Niki Terpstra                |
| 4e étape  | 10 juin | Bourg-lès-Valence – Valence         | contre-la-montre individuel | 42,4          | Bert Grabsch      | Cadel Evans                  |
| 5e étape  | 11 juin | Valence – mont Ventoux              |                             | 154           | Sylwester Szmyd   | Alejandro Valverde           |
| 6e étape  | 12 juin | Gap – Briançon                      |                             | 106           | Pierrick Fédrigo  | Alejandro Valverde           |
| 7e étape  | 13 juin | Briançon – Saint-François-Longchamp |                             | 157           | David Moncoutié   | Alejandro Valverde           |
| 8e étape  | 14 juin | Faverges – Grenoble                 |                             | 146           | Stef Clement      | Alejandro Valverde           |

## Les étapes

### 1reétape
La première étape s'est déroulée le 7 juin 2009 dans les rues de Nancy. Il s'agissait d'un contre-la-montre de 12.1 kilomètres. L'Australien Cadel Evans s'est imposé.
Pour la première fois le Dauphiné Libéré part de Nancy. Le contre la montre part de l'esplanade du souvenir français, passe par la côte du Haut du lièvre, Maxéville, Malzéville, Saint-Max et arrive au Cours Léopold.
Le leader de la Silence-Lotto, Cadel Evans s'impose avec 7 secondes d'avance sur l'Espagnol Alberto Contador et 23 secondes sur Alejandro Valverde.
| \| Classement de l'étape \| Classement de l'étape \| Classement de l'étape \| Classement de l'étape \| Classement de l'étape \| \| Coureur \| Coureur \| Pays \| Équipe \| Temps \| \| --------------------- \| --------------------- \| --------------------- \| --------------------- \| --------------------- \| \| 1er \| Cadel Evans \| Australie \| Silence-Lotto \| 15 min 37 s \| \| 2e \| Alberto Contador \| Espagne \| Astana \| + 7 s \| \| 3e \| Alejandro Valverde \| Espagne \| Caisse d'Épargne \| + 23 s \| \| 4e \| Sébastien Rosseler \| Belgique \| Quick Step \| + 33 s \| \| 5e \| Vincenzo Nibali \| Italie \| Liquigas \| + 33 s \| \| 6e \| František Raboň \| Tchéquie \| Columbia-High Road \| + 34 s \| \| 7e \| Christian Knees \| Allemagne \| Team Milram \| + 34 s \| \| 8e \| Benoît Vaugrenard \| France \| La Française des jeux \| + 36 s \| \| 9e \| José Iván Gutiérrez \| Espagne \| Caisse d'Épargne \| + 36 s \| \| 10e \| David Millar \| Royaume-Uni \| Garmin-Slipstream \| + 36 s \| |                     |             |                       |             |
| |                     |             |                       |             |
| |                     |             |                       |             |
| Classement de l'étape |                     |             |                       |             |
| Coureur | Coureur             | Pays        | Équipe                | Temps       |
| 1er | Cadel Evans         | Australie   | Silence-Lotto         | 15 min 37 s |
| 2e | Alberto Contador    | Espagne     | Astana                | + 7 s       |
| 3e | Alejandro Valverde  | Espagne     | Caisse d'Épargne      | + 23 s      |
| 4e | Sébastien Rosseler  | Belgique    | Quick Step            | + 33 s      |
| 5e | Vincenzo Nibali     | Italie      | Liquigas              | + 33 s      |
| 6e | František Raboň     | Tchéquie    | Columbia-High Road    | + 34 s      |
| 7e | Christian Knees     | Allemagne   | Team Milram           | + 34 s      |
| 8e | Benoît Vaugrenard   | France      | La Française des jeux | + 36 s      |
| 9e | José Iván Gutiérrez | Espagne     | Caisse d'Épargne      | + 36 s      |
| 10e | David Millar        | Royaume-Uni | Garmin-Slipstream     | + 36 s      |

| \| Classement général \| Classement général \| Classement général \| Classement général \| Classement général \| \| Coureur \| Coureur \| Pays \| Équipe \| Temps \| \| ------------------ \| ------------------- \| ------------------ \| --------------------- \| ------------------ \| \| 1er \| Cadel Evans \| Australie \| Silence-Lotto \| 15 min 37 s \| \| 2e \| Alberto Contador \| Espagne \| Astana \| + 7 s \| \| 3e \| Alejandro Valverde \| Espagne \| Caisse d'Épargne \| + 23 s \| \| 4e \| Sébastien Rosseler \| Belgique \| Quick Step \| + 33 s \| \| 5e \| Vincenzo Nibali \| Italie \| Liquigas \| + 33 s \| \| 6e \| František Raboň \| Tchéquie \| Columbia-High Road \| + 34 s \| \| 7e \| Christian Knees \| Allemagne \| Team Milram \| + 34 s \| \| 8e \| Benoît Vaugrenard \| France \| La Française des jeux \| + 36 s \| \| 9e \| José Iván Gutiérrez \| Espagne \| Caisse d'Épargne \| + 36 s \| \| 10e \| David Millar \| Royaume-Uni \| Garmin-Slipstream \| + 36 s \| |                     |             |                       |             |
| |                     |             |                       |             |
| |                     |             |                       |             |
| Classement général |                     |             |                       |             |
| Coureur | Coureur             | Pays        | Équipe                | Temps       |
| 1er | Cadel Evans         | Australie   | Silence-Lotto         | 15 min 37 s |
| 2e | Alberto Contador    | Espagne     | Astana                | + 7 s       |
| 3e | Alejandro Valverde  | Espagne     | Caisse d'Épargne      | + 23 s      |
| 4e | Sébastien Rosseler  | Belgique    | Quick Step            | + 33 s      |
| 5e | Vincenzo Nibali     | Italie      | Liquigas              | + 33 s      |
| 6e | František Raboň     | Tchéquie    | Columbia-High Road    | + 34 s      |
| 7e | Christian Knees     | Allemagne   | Team Milram           | + 34 s      |
| 8e | Benoît Vaugrenard   | France      | La Française des jeux | + 36 s      |
| 9e | José Iván Gutiérrez | Espagne     | Caisse d'Épargne      | + 36 s      |
| 10e | David Millar        | Royaume-Uni | Garmin-Slipstream     | + 36 s      |

### 2eétape
La deuxième étape s'est déroulée le 8 juin 2009 entre Nancy et Dijon sur 228 kilomètres.
| \| Classement de l'étape \| Classement de l'étape \| Classement de l'étape \| Classement de l'étape \| Classement de l'étape \| \| Coureur \| Coureur \| Pays \| Équipe \| Temps \| \| --------------------- \| --------------------- \| --------------------- \| --------------------- \| --------------------- \| \| 1er \| Angelo Furlan \| Italie \| Lampre-NGC \| 5 h 35 min 04 s \| \| 2e \| Markus Zberg \| Suisse \| BMC Racing Team \| + 0 s \| \| 3e \| Tom Boonen \| Belgique \| Quick Step \| + 0 s \| \| 4e \| Marco Bandiera \| Italie \| Lampre-NGC \| + 0 s \| \| 5e \| Marcel Sieberg \| Allemagne \| Columbia-High Road \| + 0 s \| \| 6e \| Nicolas Roche \| Irlande \| AG2R La Mondiale \| + 0 s \| \| 7e \| Gert Steegmans \| Belgique \| Katusha \| + 0 s \| \| 8e \| Arnaud Coyot \| France \| Caisse d'Épargne \| + 0 s \| \| 9e \| David Millar \| Royaume-Uni \| Garmin-Slipstream \| + 0 s \| \| 10e \| Christian Knees \| Allemagne \| Team Milram \| + 0 s \| |                 |             |                    |                 |
| |                 |             |                    |                 |
| |                 |             |                    |                 |
| Classement de l'étape |                 |             |                    |                 |
| Coureur | Coureur         | Pays        | Équipe             | Temps           |
| 1er | Angelo Furlan   | Italie      | Lampre-NGC         | 5 h 35 min 04 s |
| 2e | Markus Zberg    | Suisse      | BMC Racing Team    | + 0 s           |
| 3e | Tom Boonen      | Belgique    | Quick Step         | + 0 s           |
| 4e | Marco Bandiera  | Italie      | Lampre-NGC         | + 0 s           |
| 5e | Marcel Sieberg  | Allemagne   | Columbia-High Road | + 0 s           |
| 6e | Nicolas Roche   | Irlande     | AG2R La Mondiale   | + 0 s           |
| 7e | Gert Steegmans  | Belgique    | Katusha            | + 0 s           |
| 8e | Arnaud Coyot    | France      | Caisse d'Épargne   | + 0 s           |
| 9e | David Millar    | Royaume-Uni | Garmin-Slipstream  | + 0 s           |
| 10e | Christian Knees | Allemagne   | Team Milram        | + 0 s           |

| \| Classement général \| Classement général \| Classement général \| Classement général \| Classement général \| \| Coureur \| Coureur \| Pays \| Équipe \| Temps \| \| ------------------ \| ------------------- \| ------------------ \| --------------------- \| ------------------ \| \| 1er \| Cadel Evans \| Australie \| Silence-Lotto \| 5 h 50 min 40 s \| \| 2e \| Alberto Contador \| Espagne \| Astana \| + 8 s \| \| 3e \| Alejandro Valverde \| Espagne \| Caisse d'Épargne \| + 23 s \| \| 4e \| Sébastien Rosseler \| Belgique \| Quick Step \| + 33 s \| \| 5e \| Vincenzo Nibali \| Italie \| Liquigas \| + 34 s \| \| 6e \| František Raboň \| Tchéquie \| Columbia-High Road \| + 34 s \| \| 7e \| Christian Knees \| Allemagne \| Team Milram \| + 34 s \| \| 8e \| Benoît Vaugrenard \| France \| La Française des jeux \| + 36 s \| \| 9e \| José Iván Gutiérrez \| Espagne \| Caisse d'Épargne \| + 36 s \| \| 10e \| David Millar \| Royaume-Uni \| Garmin-Slipstream \| + 36 s \| |                     |             |                       |                 |
| |                     |             |                       |                 |
| |                     |             |                       |                 |
| Classement général |                     |             |                       |                 |
| Coureur | Coureur             | Pays        | Équipe                | Temps           |
| 1er | Cadel Evans         | Australie   | Silence-Lotto         | 5 h 50 min 40 s |
| 2e | Alberto Contador    | Espagne     | Astana                | + 8 s           |
| 3e | Alejandro Valverde  | Espagne     | Caisse d'Épargne      | + 23 s          |
| 4e | Sébastien Rosseler  | Belgique    | Quick Step            | + 33 s          |
| 5e | Vincenzo Nibali     | Italie      | Liquigas              | + 34 s          |
| 6e | František Raboň     | Tchéquie    | Columbia-High Road    | + 34 s          |
| 7e | Christian Knees     | Allemagne   | Team Milram           | + 34 s          |
| 8e | Benoît Vaugrenard   | France      | La Française des jeux | + 36 s          |
| 9e | José Iván Gutiérrez | Espagne     | Caisse d'Épargne      | + 36 s          |
| 10e | David Millar        | Royaume-Uni | Garmin-Slipstream     | + 36 s          |

### 3eétape
La troisième étape s'est déroulée le 9 juin 2009 entre Tournus et Saint-Étienne sur 182 kilomètres.
| \| Classement de l'étape \| Classement de l'étape \| Classement de l'étape \| Classement de l'étape \| Classement de l'étape \| \| Coureur \| Coureur \| Pays \| Équipe \| Temps \| \| --------------------- \| --------------------- \| --------------------- \| --------------------------- \| --------------------- \| \| 1er \| Niki Terpstra \| Pays-Bas \| Team Milram \| 4 h 32 min 34 s \| \| 2e \| Ludovic Turpin \| France \| AG2R La Mondiale \| + 0 s \| \| 3e \| Yury Trofimov \| Russie \| BBox Bouygues Telecom \| + 0 s \| \| 4e \| Rémi Pauriol \| France \| Cofidis, le Crédit en Ligne \| + 0 s \| \| 5e \| Íñigo Landaluze \| Espagne \| Euskaltel-Euskadi \| + 0 s \| \| 6e \| Nikolay Trusov \| Russie \| Katusha \| + 1 min 32 s \| \| 7e \| Murilo Fischer \| Brésil \| Liquigas \| + 1 min 32 s \| \| 8e \| Marco Bandiera \| Italie \| Lampre-NGC \| + 1 min 32 s \| \| 9e \| Markus Zberg \| Suisse \| BMC Racing Team \| + 1 min 32 s \| \| 10e \| Christian Knees \| Allemagne \| Team Milram \| + 1 min 32 s \| |                 |           |                             |                 |
| |                 |           |                             |                 |
| |                 |           |                             |                 |
| Classement de l'étape |                 |           |                             |                 |
| Coureur | Coureur         | Pays      | Équipe                      | Temps           |
| 1er | Niki Terpstra   | Pays-Bas  | Team Milram                 | 4 h 32 min 34 s |
| 2e | Ludovic Turpin  | France    | AG2R La Mondiale            | + 0 s           |
| 3e | Yury Trofimov   | Russie    | BBox Bouygues Telecom       | + 0 s           |
| 4e | Rémi Pauriol    | France    | Cofidis, le Crédit en Ligne | + 0 s           |
| 5e | Íñigo Landaluze | Espagne   | Euskaltel-Euskadi           | + 0 s           |
| 6e | Nikolay Trusov  | Russie    | Katusha                     | + 1 min 32 s    |
| 7e | Murilo Fischer  | Brésil    | Liquigas                    | + 1 min 32 s    |
| 8e | Marco Bandiera  | Italie    | Lampre-NGC                  | + 1 min 32 s    |
| 9e | Markus Zberg    | Suisse    | BMC Racing Team             | + 1 min 32 s    |
| 10e | Christian Knees | Allemagne | Team Milram                 | + 1 min 32 s    |

| \| Classement général \| Classement général \| Classement général \| Classement général \| Classement général \| \| Coureur \| Coureur \| Pays \| Équipe \| Temps \| \| ------------------ \| ------------------ \| ------------------ \| --------------------------- \| ------------------ \| \| 1er \| Niki Terpstra \| Pays-Bas \| Team Milram \| 10 h 23 min 45 s \| \| 2e \| Rémi Pauriol \| France \| Cofidis, le Crédit en Ligne \| + 26 s \| \| 3e \| Yury Trofimov \| Russie \| BBox Bouygues Telecom \| + 27 s \| \| 4e \| Ludovic Turpin \| France \| AG2R La Mondiale \| + 36 s \| \| 5e \| Cadel Evans \| Australie \| Silence-Lotto \| + 1 min 01 s \| \| 6e \| Íñigo Landaluze \| Espagne \| Euskaltel-Euskadi \| + 1 min 04 s \| \| 7e \| Alberto Contador \| Espagne \| Astana \| + 1 min 09 s \| \| 8e \| Alejandro Valverde \| Espagne \| Caisse d'Épargne \| + 1 min 24 s \| \| 9e \| Sébastien Rosseler \| Belgique \| Quick Step \| + 1 min 34 s \| \| 10e \| Vincenzo Nibali \| Italie \| Liquigas \| + 1 min 35 s \| |                    |           |                             |                  |
| |                    |           |                             |                  |
| |                    |           |                             |                  |
| Classement général |                    |           |                             |                  |
| Coureur | Coureur            | Pays      | Équipe                      | Temps            |
| 1er | Niki Terpstra      | Pays-Bas  | Team Milram                 | 10 h 23 min 45 s |
| 2e | Rémi Pauriol       | France    | Cofidis, le Crédit en Ligne | + 26 s           |
| 3e | Yury Trofimov      | Russie    | BBox Bouygues Telecom       | + 27 s           |
| 4e | Ludovic Turpin     | France    | AG2R La Mondiale            | + 36 s           |
| 5e | Cadel Evans        | Australie | Silence-Lotto               | + 1 min 01 s     |
| 6e | Íñigo Landaluze    | Espagne   | Euskaltel-Euskadi           | + 1 min 04 s     |
| 7e | Alberto Contador   | Espagne   | Astana                      | + 1 min 09 s     |
| 8e | Alejandro Valverde | Espagne   | Caisse d'Épargne            | + 1 min 24 s     |
| 9e | Sébastien Rosseler | Belgique  | Quick Step                  | + 1 min 34 s     |
| 10e | Vincenzo Nibali    | Italie    | Liquigas                    | + 1 min 35 s     |

### 4eétape
La quatrième étape s'est déroulée le 10 juin 2009 entre Bourg-lès-Valence et Valence sur 42.4 kilomètres. ce contre-la-montre a été remporté par le champion du monde de la spécialité, l'Allemand Bert Grabsch. Cadel Evans en a profité pour reprendre son maillot jaune de leader.
| \| Classement de l'étape \| Classement de l'étape \| Classement de l'étape \| Classement de l'étape \| Classement de l'étape \| \| Coureur \| Coureur \| Pays \| Équipe \| Temps \| \| --------------------- \| --------------------- \| --------------------- \| --------------------- \| --------------------- \| \| 1er \| Bert Grabsch \| Allemagne \| Columbia-High Road \| 51 min 26 s \| \| 2e \| Cadel Evans \| Australie \| Silence-Lotto \| + 7 s \| \| 3e \| David Millar \| Royaume-Uni \| Garmin-Slipstream \| + 39 s \| \| 4e \| František Raboň \| Tchéquie \| Columbia-High Road \| + 40 s \| \| 5e \| Alberto Contador \| Espagne \| Astana \| + 44 s \| \| 6e \| Stef Clement \| Pays-Bas \| Rabobank \| + 1 min 01 s \| \| 7e \| Koos Moerenhout \| Pays-Bas \| Rabobank \| + 1 min 19 s \| \| 8e \| Sébastien Rosseler \| Belgique \| Quick Step \| + 1 min 20 s \| \| 9e \| Mikel Astarloza \| Espagne \| Euskaltel-Euskadi \| + 1 min 23 s \| \| 10e \| Rinaldo Nocentini \| Italie \| AG2R La Mondiale \| + 1 min 24 s \| |                    |             |                    |              |
| |                    |             |                    |              |
| |                    |             |                    |              |
| Classement de l'étape |                    |             |                    |              |
| Coureur | Coureur            | Pays        | Équipe             | Temps        |
| 1er | Bert Grabsch       | Allemagne   | Columbia-High Road | 51 min 26 s  |
| 2e | Cadel Evans        | Australie   | Silence-Lotto      | + 7 s        |
| 3e | David Millar       | Royaume-Uni | Garmin-Slipstream  | + 39 s       |
| 4e | František Raboň    | Tchéquie    | Columbia-High Road | + 40 s       |
| 5e | Alberto Contador   | Espagne     | Astana             | + 44 s       |
| 6e | Stef Clement       | Pays-Bas    | Rabobank           | + 1 min 01 s |
| 7e | Koos Moerenhout    | Pays-Bas    | Rabobank           | + 1 min 19 s |
| 8e | Sébastien Rosseler | Belgique    | Quick Step         | + 1 min 20 s |
| 9e | Mikel Astarloza    | Espagne     | Euskaltel-Euskadi  | + 1 min 23 s |
| 10e | Rinaldo Nocentini  | Italie      | AG2R La Mondiale   | + 1 min 24 s |

| \| Classement général \| Classement général \| Classement général \| Classement général \| Classement général \| \| Coureur \| Coureur \| Pays \| Équipe \| Temps \| \| ------------------ \| ------------------ \| ------------------ \| ------------------ \| ------------------ \| \| 1er \| Cadel Evans \| Australie \| Silence-Lotto \| 11 h 16 min 19 s \| \| 2e \| Alberto Contador \| Espagne \| Astana \| + 45 s \| \| 3e \| Bert Grabsch \| Allemagne \| Columbia-High Road \| + 48 s \| \| 4e \| František Raboň \| Tchéquie \| Columbia-High Road \| + 1 min 07 s \| \| 5e \| David Millar \| Royaume-Uni \| Garmin-Slipstream \| + 1 min 09 s \| \| 6e \| Stef Clement \| Pays-Bas \| Rabobank \| + 1 min 33 s \| \| 7e \| Sébastien Rosseler \| Belgique \| Quick Step \| + 1 min 46 s \| \| 8e \| Alejandro Valverde \| Espagne \| Caisse d'Épargne \| + 1 min 54 s \| \| 9e \| Koos Moerenhout \| Pays-Bas \| Rabobank \| + 2 min 01 s \| \| 10e \| Mikel Astarloza \| Espagne \| Euskaltel-Euskadi \| + 2 min 07 s \| |                    |             |                    |                  |
| |                    |             |                    |                  |
| |                    |             |                    |                  |
| Classement général |                    |             |                    |                  |
| Coureur | Coureur            | Pays        | Équipe             | Temps            |
| 1er | Cadel Evans        | Australie   | Silence-Lotto      | 11 h 16 min 19 s |
| 2e | Alberto Contador   | Espagne     | Astana             | + 45 s           |
| 3e | Bert Grabsch       | Allemagne   | Columbia-High Road | + 48 s           |
| 4e | František Raboň    | Tchéquie    | Columbia-High Road | + 1 min 07 s     |
| 5e | David Millar       | Royaume-Uni | Garmin-Slipstream  | + 1 min 09 s     |
| 6e | Stef Clement       | Pays-Bas    | Rabobank           | + 1 min 33 s     |
| 7e | Sébastien Rosseler | Belgique    | Quick Step         | + 1 min 46 s     |
| 8e | Alejandro Valverde | Espagne     | Caisse d'Épargne   | + 1 min 54 s     |
| 9e | Koos Moerenhout    | Pays-Bas    | Rabobank           | + 2 min 01 s     |
| 10e | Mikel Astarloza    | Espagne     | Euskaltel-Euskadi  | + 2 min 07 s     |

### 5eétape
La cinquième étape s'est déroulée le 11 juin 2009 entre Valence et le Mont Ventoux sur 154 kilomètres. 
| \| Classement de l'étape \| Classement de l'étape \| Classement de l'étape \| Classement de l'étape \| Classement de l'étape \| \| Coureur \| Coureur \| Pays \| Équipe \| Temps \| \| --------------------- \| --------------------- \| --------------------- \| --------------------------- \| --------------------- \| \| 1er \| Sylwester Szmyd \| Pologne \| Liquigas \| 4 h 05 min 04 s \| \| 2e \| Alejandro Valverde \| Espagne \| Caisse d'Épargne \| + 0 s \| \| 3e \| Haimar Zubeldia \| Espagne \| Astana \| + 1 min 14 s \| \| 4e \| Robert Gesink \| Pays-Bas \| Rabobank \| + 1 min 50 s \| \| 5e \| Jakob Fuglsang \| Danemark \| Saxo Bank \| + 1 min 59 s \| \| 6e \| Cadel Evans \| Australie \| Silence-Lotto \| + 2 min 10 s \| \| 7e \| David Moncoutié \| France \| Cofidis, le Crédit en Ligne \| + 2 min 13 s \| \| 8e \| Alberto Contador \| Espagne \| Astana \| + 2 min 16 s \| \| 9e \| Vincenzo Nibali \| Italie \| Liquigas \| + 2 min 16 s \| \| 10e \| Vladimir Efimkin \| Russie \| AG2R La Mondiale \| + 2 min 20 s \| |                    |           |                             |                 |
| |                    |           |                             |                 |
| |                    |           |                             |                 |
| Classement de l'étape |                    |           |                             |                 |
| Coureur | Coureur            | Pays      | Équipe                      | Temps           |
| 1er | Sylwester Szmyd    | Pologne   | Liquigas                    | 4 h 05 min 04 s |
| 2e | Alejandro Valverde | Espagne   | Caisse d'Épargne            | + 0 s           |
| 3e | Haimar Zubeldia    | Espagne   | Astana                      | + 1 min 14 s    |
| 4e | Robert Gesink      | Pays-Bas  | Rabobank                    | + 1 min 50 s    |
| 5e | Jakob Fuglsang     | Danemark  | Saxo Bank                   | + 1 min 59 s    |
| 6e | Cadel Evans        | Australie | Silence-Lotto               | + 2 min 10 s    |
| 7e | David Moncoutié    | France    | Cofidis, le Crédit en Ligne | + 2 min 13 s    |
| 8e | Alberto Contador   | Espagne   | Astana                      | + 2 min 16 s    |
| 9e | Vincenzo Nibali    | Italie    | Liquigas                    | + 2 min 16 s    |
| 10e | Vladimir Efimkin   | Russie    | AG2R La Mondiale            | + 2 min 20 s    |

| \| Classement général \| Classement général \| Classement général \| Classement général \| Classement général \| \| Coureur \| Coureur \| Pays \| Équipe \| Temps \| \| ------------------ \| ------------------ \| ------------------ \| ------------------ \| ------------------ \| \| 1er \| Alejandro Valverde \| Espagne \| Caisse d'Épargne \| 15 h 23 min 17 s \| \| 2e \| Cadel Evans \| Australie \| Silence-Lotto \| + 16 s \| \| 3e \| Alberto Contador \| Espagne \| Astana \| + 1 min 04 s \| \| 4e \| David Millar \| Royaume-Uni \| Garmin-Slipstream \| + 1 min 43 s \| \| 5e \| Haimar Zubeldia \| Espagne \| Astana \| + 2 min 21 s \| \| 6e \| Robert Gesink \| Pays-Bas \| Rabobank \| + 2 min 34 s \| \| 7e \| Vincenzo Nibali \| Italie \| Liquigas \| + 2 min 34 s \| \| 8e \| Mikel Astarloza \| Espagne \| Euskaltel-Euskadi \| + 2 min 44 s \| \| 9e \| Sylwester Szmyd \| Pologne \| Liquigas \| + 3 min 05 s \| \| 10e \| Jakob Fuglsang \| Danemark \| Saxo Bank \| + 3 min 35 s \| |                    |             |                   |                  |
| |                    |             |                   |                  |
| |                    |             |                   |                  |
| Classement général |                    |             |                   |                  |
| Coureur | Coureur            | Pays        | Équipe            | Temps            |
| 1er | Alejandro Valverde | Espagne     | Caisse d'Épargne  | 15 h 23 min 17 s |
| 2e | Cadel Evans        | Australie   | Silence-Lotto     | + 16 s           |
| 3e | Alberto Contador   | Espagne     | Astana            | + 1 min 04 s     |
| 4e | David Millar       | Royaume-Uni | Garmin-Slipstream | + 1 min 43 s     |
| 5e | Haimar Zubeldia    | Espagne     | Astana            | + 2 min 21 s     |
| 6e | Robert Gesink      | Pays-Bas    | Rabobank          | + 2 min 34 s     |
| 7e | Vincenzo Nibali    | Italie      | Liquigas          | + 2 min 34 s     |
| 8e | Mikel Astarloza    | Espagne     | Euskaltel-Euskadi | + 2 min 44 s     |
| 9e | Sylwester Szmyd    | Pologne     | Liquigas          | + 3 min 05 s     |
| 10e | Jakob Fuglsang     | Danemark    | Saxo Bank         | + 3 min 35 s     |

### 6eétape
La sixième étape s'est déroulée le 12 juin 2009 entre Gap et Briançon sur 106 kilomètres. 
| \| Classement de l'étape \| Classement de l'étape \| Classement de l'étape \| Classement de l'étape \| Classement de l'étape \| \| Coureur \| Coureur \| Pays \| Équipe \| Temps \| \| --------------------- \| ------------------------------ \| --------------------- \| --------------------------- \| --------------------- \| \| 1er \| Pierrick Fédrigo \| France \| BBox Bouygues Telecom \| 2 h 48 min 17 s \| \| 2e \| Jurgen Van de Walle \| Belgique \| Quick Step \| + 3 s \| \| 3e \| Stéphane Goubert \| France \| AG2R La Mondiale \| + 5 s \| \| 4e \| Juan Manuel Gárate \| Espagne \| Rabobank \| + 13 s \| \| 5e \| Lars Bak \| Danemark \| Saxo Bank \| + 25 s \| \| 6e \| Aliaksandr Kuschynski \| Biélorussie \| Liquigas \| + 2 min 47 s \| \| 7e \| Mauro Santambrogio \| Italie \| Lampre-NGC \| + 2 min 47 s \| \| 8e \| Bingen Fernández \| Espagne \| Cofidis, le Crédit en Ligne \| + 2 min 50 s \| \| 9e \| Mikel Astarloza \| Espagne \| Euskaltel-Euskadi \| + 3 min 17 s \| \| 10e \| Alberto Fernández de la Puebla \| Espagne \| Fuji-Servetto \| + 3 min 41 s \| |                                |             |                             |                 |
| |                                |             |                             |                 |
| |                                |             |                             |                 |
| Classement de l'étape |                                |             |                             |                 |
| Coureur | Coureur                        | Pays        | Équipe                      | Temps           |
| 1er | Pierrick Fédrigo               | France      | BBox Bouygues Telecom       | 2 h 48 min 17 s |
| 2e | Jurgen Van de Walle            | Belgique    | Quick Step                  | + 3 s           |
| 3e | Stéphane Goubert               | France      | AG2R La Mondiale            | + 5 s           |
| 4e | Juan Manuel Gárate             | Espagne     | Rabobank                    | + 13 s          |
| 5e | Lars Bak                       | Danemark    | Saxo Bank                   | + 25 s          |
| 6e | Aliaksandr Kuschynski          | Biélorussie | Liquigas                    | + 2 min 47 s    |
| 7e | Mauro Santambrogio             | Italie      | Lampre-NGC                  | + 2 min 47 s    |
| 8e | Bingen Fernández               | Espagne     | Cofidis, le Crédit en Ligne | + 2 min 50 s    |
| 9e | Mikel Astarloza                | Espagne     | Euskaltel-Euskadi           | + 3 min 17 s    |
| 10e | Alberto Fernández de la Puebla | Espagne     | Fuji-Servetto               | + 3 min 41 s    |

| \| Classement général \| Classement général \| Classement général \| Classement général \| Classement général \| \| Coureur \| Coureur \| Pays \| Équipe \| Temps \| \| ------------------ \| ------------------ \| ------------------ \| ------------------ \| ------------------ \| \| 1er \| Alejandro Valverde \| Espagne \| Caisse d'Épargne \| 18 h 15 min 46 s \| \| 2e \| Cadel Evans \| Australie \| Silence-Lotto \| + 16 s \| \| 3e \| Alberto Contador \| Espagne \| Astana \| + 1 min 04 s \| \| 4e \| Mikel Astarloza \| Espagne \| Euskaltel-Euskadi \| + 1 min 49 s \| \| 5e \| David Millar \| Royaume-Uni \| Garmin-Slipstream \| + 1 min 52 s \| \| 6e \| Robert Gesink \| Pays-Bas \| Rabobank \| + 2 min 41 s \| \| 7e \| Haimar Zubeldia \| Espagne \| Astana \| + 2 min 42 s \| \| 8e \| Vincenzo Nibali \| Italie \| Liquigas \| + 2 min 43 s \| \| 9e \| Sylwester Szmyd \| Pologne \| Liquigas \| + 3 min 50 s \| \| 10e \| Jakob Fuglsang \| Danemark \| Saxo Bank \| + 3 min 56 s \| |                    |             |                   |                  |
| |                    |             |                   |                  |
| |                    |             |                   |                  |
| Classement général |                    |             |                   |                  |
| Coureur | Coureur            | Pays        | Équipe            | Temps            |
| 1er | Alejandro Valverde | Espagne     | Caisse d'Épargne  | 18 h 15 min 46 s |
| 2e | Cadel Evans        | Australie   | Silence-Lotto     | + 16 s           |
| 3e | Alberto Contador   | Espagne     | Astana            | + 1 min 04 s     |
| 4e | Mikel Astarloza    | Espagne     | Euskaltel-Euskadi | + 1 min 49 s     |
| 5e | David Millar       | Royaume-Uni | Garmin-Slipstream | + 1 min 52 s     |
| 6e | Robert Gesink      | Pays-Bas    | Rabobank          | + 2 min 41 s     |
| 7e | Haimar Zubeldia    | Espagne     | Astana            | + 2 min 42 s     |
| 8e | Vincenzo Nibali    | Italie      | Liquigas          | + 2 min 43 s     |
| 9e | Sylwester Szmyd    | Pologne     | Liquigas          | + 3 min 50 s     |
| 10e | Jakob Fuglsang     | Danemark    | Saxo Bank         | + 3 min 56 s     |

### 7eétape
La septième étape s'est déroulée le 13 juin 2009 entre Briançon et Saint-François-Longchamp sur 157 kilomètres. Elle a vu la victoire du coureur français David Moncoutié, seul rescapé de l'échappée matinale. Au terme de cette étape, l'Espagnol Alejandro Valverde conserve le maillot jaune de leader devant l'Australien Cadel Evans.
Cette septième étape constitue l'étape-reine de ce Critérium du Dauphiné libéré 2009. Elle offre un parcours de haute-montagne avec trois cols mythiques des Alpes : le Galibier, la Croix de Fer et la Madeleine. En effet, dès le départ de Briançon, les coureurs attaquent les premières pentes du col du Lautaret puis celle du col du Galibier, dont le tunnel est franchi après 32 kilomètres, auquel succède dans la descente le col du Télégraphe. Arrivée dans la vallée de la Maurienne, la course se dirige ensuite vers le col de la Croix-de-Fer (km 109) avant d'y redescendre par la route du Col du Glandon. L'arrivée est alors jugée à Saint-François-Longchamp, à 3 km en contrebas du col de la Madeleine, après 157 kilomètres de course.
L'ascension vers le tunnel du col du Galibier donne lieu à plusieurs attaques mais aucune échappée sérieuse ne se forme. Au bas de la descente, c'est un groupe de 26 coureurs qui a réussi à se détacher. On y retrouve notamment des coureurs comme David Moncoutié, entouré de plusieurs coéquipiers, Jurgen Van den Broeck, équipier de Cadel Evans, Christophe Le Mével, 12e du général au départ, ou encore Pierrick Fédrigo, vainqueur la veille et porteur du maillot à pois.
Dans la montée du col de la Croix de Fer, les trois équipiers présents de David Moncoutié se relaient dans l'échappée pour accroître l'avance du groupe qui culminera à 3 min 40 s . Au sommet Pierrick Fédrigo passe en tête et consolide son maillot de meilleur grimpeur. Le groupe n'est alors plus composé que de 18 membres et possède 3' d'avance sur un peloton emmené par la Caisse d'Épargne du leader Alejandro Valverde.
Dans le bas de la descente, Mathias Frank et Rinaldo Nocentini sortent de l'échappée et débutent l'ascension vers St-François-Longchamp avec une trentaine de seconde d'avance sur le reste de l'échappée. Derrière, à l'initiative de la Saxo Bank, le peloton est revenu à 2 min 30 s . Dans l'échappée David Moncoutié attaque, reprend et lâche rapidement Frank à dix kilomètres du but. Fort d'une avance d'environ 1 min 30 s  à cet instant, le grimpeur français effectue une montée régulière pour aller l'emporter au sommet.
Dans le groupe des leaders, Cadel Evans est dans l'obligation de lâcher Valverde s'il souhaite lui reprendre les 16 secondes de retard qu'il possède. Si Jakob Fuglsang et Robert Gesink sont parvenus à attaquer, les accélérations successives du coureur australien ne sont pas suffisantes pour se débarrasser des deux espagnols Alejandro Valverde et Alberto Contador. Au sommet, Gesink s'empare de la deuxième place, juste devant Evans et Valverde. Fuglsang et Contador, qui ont craqué dans les derniers mètres, suivent.
Au classement général, on observe peu de changements, Gesink remonte à la quatrième place et Le Mével entre dans le Top 10 à la faveur de sa septième place du jour.
| \| Classement de l'étape \| Classement de l'étape \| Classement de l'étape \| Classement de l'étape \| Classement de l'étape \| \| Coureur \| Coureur \| Pays \| Équipe \| Temps \| \| --------------------- \| --------------------- \| --------------------- \| --------------------------- \| --------------------- \| \| 1er \| David Moncoutié \| France \| Cofidis, le Crédit en Ligne \| 4 h 44 min 26 s \| \| 2e \| Robert Gesink \| Pays-Bas \| Rabobank \| + 41 s \| \| 3e \| Cadel Evans \| Australie \| Silence-Lotto \| + 41 s \| \| 4e \| Alejandro Valverde \| Espagne \| Caisse d'Épargne \| + 41 s \| \| 5e \| Jakob Fuglsang \| Danemark \| Saxo Bank \| + 53 s \| \| 6e \| Alberto Contador \| Espagne \| Astana \| + 55 s \| \| 7e \| Christophe Le Mével \| France \| La Française des jeux \| + 1 min 28 s \| \| 8e \| Vincenzo Nibali \| Italie \| Liquigas \| + 2 min 19 s \| \| 9e \| Jurgen Van den Broeck \| Belgique \| Silence-Lotto \| + 2 min 25 s \| \| 10e \| Mikel Astarloza \| Espagne \| Euskaltel-Euskadi \| + 2 min 32 s \| |                       |           |                             |                 |
| |                       |           |                             |                 |
| |                       |           |                             |                 |
| Classement de l'étape |                       |           |                             |                 |
| Coureur | Coureur               | Pays      | Équipe                      | Temps           |
| 1er | David Moncoutié       | France    | Cofidis, le Crédit en Ligne | 4 h 44 min 26 s |
| 2e | Robert Gesink         | Pays-Bas  | Rabobank                    | + 41 s          |
| 3e | Cadel Evans           | Australie | Silence-Lotto               | + 41 s          |
| 4e | Alejandro Valverde    | Espagne   | Caisse d'Épargne            | + 41 s          |
| 5e | Jakob Fuglsang        | Danemark  | Saxo Bank                   | + 53 s          |
| 6e | Alberto Contador      | Espagne   | Astana                      | + 55 s          |
| 7e | Christophe Le Mével   | France    | La Française des jeux       | + 1 min 28 s    |
| 8e | Vincenzo Nibali       | Italie    | Liquigas                    | + 2 min 19 s    |
| 9e | Jurgen Van den Broeck | Belgique  | Silence-Lotto               | + 2 min 25 s    |
| 10e | Mikel Astarloza       | Espagne   | Euskaltel-Euskadi           | + 2 min 32 s    |

| \| Classement général \| Classement général \| Classement général \| Classement général \| Classement général \| \| Coureur \| Coureur \| Pays \| Équipe \| Temps \| \| ------------------ \| ------------------- \| ------------------ \| --------------------- \| ------------------ \| \| 1er \| Alejandro Valverde \| Espagne \| Caisse d'Épargne \| 23 h 00 min 53 s \| \| 2e \| Cadel Evans \| Australie \| Silence-Lotto \| + 16 s \| \| 3e \| Alberto Contador \| Espagne \| Astana \| + 1 min 18 s \| \| 4e \| Robert Gesink \| Pays-Bas \| Rabobank \| + 2 min 41 s \| \| 5e \| Mikel Astarloza \| Espagne \| Euskaltel-Euskadi \| + 3 min 40 s \| \| 6e \| Jakob Fuglsang \| Danemark \| Saxo Bank \| + 4 min 08 s \| \| 7e \| Vincenzo Nibali \| Italie \| Liquigas \| + 4 min 21 s \| \| 8e \| Haimar Zubeldia \| Espagne \| Astana \| + 5 min 05 s \| \| 9e \| David Millar \| Royaume-Uni \| Garmin-Slipstream \| + 5 min 28 s \| \| 10e \| Christophe Le Mével \| France \| La Française des jeux \| + 6 min 19 s \| |                     |             |                       |                  |
| |                     |             |                       |                  |
| |                     |             |                       |                  |
| Classement général |                     |             |                       |                  |
| Coureur | Coureur             | Pays        | Équipe                | Temps            |
| 1er | Alejandro Valverde  | Espagne     | Caisse d'Épargne      | 23 h 00 min 53 s |
| 2e | Cadel Evans         | Australie   | Silence-Lotto         | + 16 s           |
| 3e | Alberto Contador    | Espagne     | Astana                | + 1 min 18 s     |
| 4e | Robert Gesink       | Pays-Bas    | Rabobank              | + 2 min 41 s     |
| 5e | Mikel Astarloza     | Espagne     | Euskaltel-Euskadi     | + 3 min 40 s     |
| 6e | Jakob Fuglsang      | Danemark    | Saxo Bank             | + 4 min 08 s     |
| 7e | Vincenzo Nibali     | Italie      | Liquigas              | + 4 min 21 s     |
| 8e | Haimar Zubeldia     | Espagne     | Astana                | + 5 min 05 s     |
| 9e | David Millar        | Royaume-Uni | Garmin-Slipstream     | + 5 min 28 s     |
| 10e | Christophe Le Mével | France      | La Française des jeux | + 6 min 19 s     |

### 8eétape
La huitième et dernière étape s'est déroulée le 14 juin 2009 entre Faverges et Grenoble sur 146 kilomètres.
Stef Clement remporte l'étape en dépassant à 100 m Sébastien Joly s'étant échappé à 1 km du but.
| \| Classement de l'étape \| Classement de l'étape \| Classement de l'étape \| Classement de l'étape \| Classement de l'étape \| \| Coureur \| Coureur \| Pays \| Équipe \| Temps \| \| --------------------- \| --------------------- \| --------------------- \| --------------------------- \| --------------------- \| \| 1er \| Stef Clement \| Pays-Bas \| Rabobank \| 3 h 30 min 17 s \| \| 2e \| Timothy Duggan \| États-Unis \| Garmin-Slipstream \| + 0 s \| \| 3e \| Sébastien Joly \| France \| La Française des jeux \| + 2 s \| \| 4e \| Adam Hansen \| Australie \| Columbia-High Road \| + 1 min 31 s \| \| 5e \| Aliaksandr Kuschynski \| Biélorussie \| Liquigas \| + 1 min 31 s \| \| 6e \| Igor Antón \| Espagne \| Euskaltel-Euskadi \| + 1 min 33 s \| \| 7e \| David Moncoutié \| France \| Cofidis, le Crédit en Ligne \| + 1 min 56 s \| \| 8e \| Daniele Righi \| Italie \| Lampre-NGC \| + 1 min 56 s \| \| 9e \| Hubert Dupont \| France \| AG2R La Mondiale \| + 1 min 58 s \| \| 10e \| Maarten Wynants \| Belgique \| Quick Step \| + 2 min 05 s \| |                       |             |                             |                 |
| |                       |             |                             |                 |
| |                       |             |                             |                 |
| Classement de l'étape |                       |             |                             |                 |
| Coureur | Coureur               | Pays        | Équipe                      | Temps           |
| 1er | Stef Clement          | Pays-Bas    | Rabobank                    | 3 h 30 min 17 s |
| 2e | Timothy Duggan        | États-Unis  | Garmin-Slipstream           | + 0 s           |
| 3e | Sébastien Joly        | France      | La Française des jeux       | + 2 s           |
| 4e | Adam Hansen           | Australie   | Columbia-High Road          | + 1 min 31 s    |
| 5e | Aliaksandr Kuschynski | Biélorussie | Liquigas                    | + 1 min 31 s    |
| 6e | Igor Antón            | Espagne     | Euskaltel-Euskadi           | + 1 min 33 s    |
| 7e | David Moncoutié       | France      | Cofidis, le Crédit en Ligne | + 1 min 56 s    |
| 8e | Daniele Righi         | Italie      | Lampre-NGC                  | + 1 min 56 s    |
| 9e | Hubert Dupont         | France      | AG2R La Mondiale            | + 1 min 58 s    |
| 10e | Maarten Wynants       | Belgique    | Quick Step                  | + 2 min 05 s    |

## Classements finals
| \| Classement général \| Classement général \| Classement général \| Classement général \| Classement général \| \| Coureur \| Coureur \| Pays \| Équipe \| Temps \| \| ------------------ \| ------------------- \| ------------------ \| --------------------- \| ------------------ \| \| 1er \| Alejandro Valverde \| Espagne \| Caisse d'Épargne \| 26 h 33 min 15 s \| \| 2e \| Cadel Evans \| Australie \| Silence-Lotto \| + 16 s \| \| 3e \| Alberto Contador \| Espagne \| Astana \| + 1 min 18 s \| \| 4e \| Robert Gesink \| Pays-Bas \| Rabobank \| + 2 min 41 s \| \| 5e \| Mikel Astarloza \| Espagne \| Euskaltel-Euskadi \| + 3 min 40 s \| \| 6e \| Jakob Fuglsang \| Danemark \| Saxo Bank \| + 4 min 08 s \| \| 7e \| Vincenzo Nibali \| Italie \| Liquigas \| + 4 min 21 s \| \| 8e \| Haimar Zubeldia \| Espagne \| Astana \| + 5 min 05 s \| \| 9e \| David Millar \| Royaume-Uni \| Garmin-Slipstream \| + 5 min 28 s \| \| 10e \| Christophe Le Mével \| France \| La Française des jeux \| + 6 min 19 s \| |                     |             |                       |                  |
| |                     |             |                       |                  |
| |                     |             |                       |                  |
| Classement général |                     |             |                       |                  |
| Coureur | Coureur             | Pays        | Équipe                | Temps            |
| 1er | Alejandro Valverde  | Espagne     | Caisse d'Épargne      | 26 h 33 min 15 s |
| 2e | Cadel Evans         | Australie   | Silence-Lotto         | + 16 s           |
| 3e | Alberto Contador    | Espagne     | Astana                | + 1 min 18 s     |
| 4e | Robert Gesink       | Pays-Bas    | Rabobank              | + 2 min 41 s     |
| 5e | Mikel Astarloza     | Espagne     | Euskaltel-Euskadi     | + 3 min 40 s     |
| 6e | Jakob Fuglsang      | Danemark    | Saxo Bank             | + 4 min 08 s     |
| 7e | Vincenzo Nibali     | Italie      | Liquigas              | + 4 min 21 s     |
| 8e | Haimar Zubeldia     | Espagne     | Astana                | + 5 min 05 s     |
| 9e | David Millar        | Royaume-Uni | Garmin-Slipstream     | + 5 min 28 s     |
| 10e | Christophe Le Mével | France      | La Française des jeux | + 6 min 19 s     |

### Classements annexes
| Classement par points | Classement par points | Classement par points | Classement par points       | Classement par points |
| Coureur               | Coureur               | Pays                  | Équipe                      | Points                |
| --------------------- | --------------------- | --------------------- | --------------------------- | --------------------- |
| 1er                   | Cadel Evans           | Australie             | Silence-Lotto               | 97 pts                |
| 2e                    | Alberto Contador      | Espagne               | Astana                      | 66 pts                |
| 3e                    | Alejandro Valverde    | Espagne               | Caisse d'Épargne            | 59 pts                |
| 4e                    | David Millar          | Royaume-Uni           | Garmin-Slipstream           | 43 pts                |
| 5e                    | Markus Zberg          | Suisse                | BMC Racing Team             | 42 pts                |
| 6e                    | David Moncoutié       | France                | Cofidis, le Crédit en Ligne | 41 pts                |
| 7e                    | Bert Grabsch          | Allemagne             | Columbia-High Road          | 40 pts                |
| 8e                    | Angelo Furlan         | Italie                | Lampre-NGC                  | 40 pts                |
| 9e                    | Stef Clement          | Pays-Bas              | Rabobank                    | 37 pts                |
| 10e                   | Vincenzo Nibali       | Italie                | Liquigas                    | 36 pts                |

| Classement par points | Classement par points | Classement par points | Classement par points       | Classement par points |
| Coureur               | Coureur               | Pays                  | Équipe                      | Points                |
| --------------------- | --------------------- | --------------------- | --------------------------- | --------------------- |
| 1er                   | Cadel Evans           | Australie             | Silence-Lotto               | 97 pts                |
| 2e                    | Alberto Contador      | Espagne               | Astana                      | 66 pts                |
| 3e                    | Alejandro Valverde    | Espagne               | Caisse d'Épargne            | 59 pts                |
| 4e                    | David Millar          | Royaume-Uni           | Garmin-Slipstream           | 43 pts                |
| 5e                    | Markus Zberg          | Suisse                | BMC Racing Team             | 42 pts                |
| 6e                    | David Moncoutié       | France                | Cofidis, le Crédit en Ligne | 41 pts                |
| 7e                    | Bert Grabsch          | Allemagne             | Columbia-High Road          | 40 pts                |
| 8e                    | Angelo Furlan         | Italie                | Lampre-NGC                  | 40 pts                |
| 9e                    | Stef Clement          | Pays-Bas              | Rabobank                    | 37 pts                |
| 10e                   | Vincenzo Nibali       | Italie                | Liquigas                    | 36 pts                |

| Classement de la montagne | Classement de la montagne | Classement de la montagne | Classement de la montagne   | Classement de la montagne |
| Coureur                   | Coureur                   | Pays                      | Équipe                      | Points                    |
| ------------------------- | ------------------------- | ------------------------- | --------------------------- | ------------------------- |
| 1er                       | Pierrick Fédrigo          | France                    | BBox Bouygues Telecom       | 111 pts                   |
| 2e                        | David Moncoutié           | France                    | Cofidis, le Crédit en Ligne | 88 pts                    |
| 3e                        | Juan Manuel Gárate        | Espagne                   | Rabobank                    | 71 pts                    |
| 4e                        | Christophe Kern           | France                    | Cofidis, le Crédit en Ligne | 57 pts                    |
| 5e                        | Alejandro Valverde        | Espagne                   | Caisse d'Épargne            | 53 pts                    |
| 6e                        | Robert Gesink             | Pays-Bas                  | Rabobank                    | 52 pts                    |
| 7e                        | Cadel Evans               | Australie                 | Silence-Lotto               | 48 pts                    |
| 8e                        | Laurent Lefèvre           | France                    | BBox Bouygues Telecom       | 47 pts                    |
| 9e                        | Íñigo Landaluze           | Espagne                   | Euskaltel-Euskadi           | 47 pts                    |
| 10e                       | Yury Trofimov             | Russie                    | BBox Bouygues Telecom       | 44 pts                    |

| Classement de la montagne | Classement de la montagne | Classement de la montagne | Classement de la montagne   | Classement de la montagne |
| Coureur                   | Coureur                   | Pays                      | Équipe                      | Points                    |
| ------------------------- | ------------------------- | ------------------------- | --------------------------- | ------------------------- |
| 1er                       | Pierrick Fédrigo          | France                    | BBox Bouygues Telecom       | 111 pts                   |
| 2e                        | David Moncoutié           | France                    | Cofidis, le Crédit en Ligne | 88 pts                    |
| 3e                        | Juan Manuel Gárate        | Espagne                   | Rabobank                    | 71 pts                    |
| 4e                        | Christophe Kern           | France                    | Cofidis, le Crédit en Ligne | 57 pts                    |
| 5e                        | Alejandro Valverde        | Espagne                   | Caisse d'Épargne            | 53 pts                    |
| 6e                        | Robert Gesink             | Pays-Bas                  | Rabobank                    | 52 pts                    |
| 7e                        | Cadel Evans               | Australie                 | Silence-Lotto               | 48 pts                    |
| 8e                        | Laurent Lefèvre           | France                    | BBox Bouygues Telecom       | 47 pts                    |
| 9e                        | Íñigo Landaluze           | Espagne                   | Euskaltel-Euskadi           | 47 pts                    |
| 10e                       | Yury Trofimov             | Russie                    | BBox Bouygues Telecom       | 44 pts                    |

| Classement du combiné | Classement du combiné | Classement du combiné | Classement du combiné | Classement du combiné |
| Coureur               | Coureur               | Pays                  | Équipe                | Points                |
| --------------------- | --------------------- | --------------------- | --------------------- | --------------------- |

| Classement du combiné | Classement du combiné | Classement du combiné | Classement du combiné | Classement du combiné |
| Coureur               | Coureur               | Pays                  | Équipe                | Points                |
| --------------------- | --------------------- | --------------------- | --------------------- | --------------------- |

| Classement par équipes | Classement par équipes      | Classement par équipes | Classement par équipes |
| Équipe                 | Équipe                      | Pays                   | Temps                  |
| ---------------------- | --------------------------- | ---------------------- | ---------------------- |
| 1re                    | Astana                      | Kazakhstan             | 79 h 58 min 20 s       |
| 2e                     | Rabobank                    | Pays-Bas               | + 4 min 41 s           |
| 3e                     | AG2R La Mondiale            | France                 | + 5 min 56 s           |
| 4e                     | Euskaltel-Euskadi           | Espagne                | + 6 min 27 s           |
| 5e                     | La Française des jeux       | France                 | + 18 min 33 s          |
| 6e                     | Liquigas                    | Italie                 | + 18 min 34 s          |
| 7e                     | BMC Racing Team             | États-Unis             | + 19 min 58 s          |
| 8e                     | Cofidis, le Crédit en Ligne | France                 | + 21 min 26 s          |
| 9e                     | Garmin-Slipstream           | États-Unis             | + 22 min 34 s          |
| 10e                    | BBox Bouygues Telecom       | France                 | + 25 min 58 s          |

| Classement par équipes | Classement par équipes      | Classement par équipes | Classement par équipes |
| Équipe                 | Équipe                      | Pays                   | Temps                  |
| ---------------------- | --------------------------- | ---------------------- | ---------------------- |
| 1re                    | Astana                      | Kazakhstan             | 79 h 58 min 20 s       |
| 2e                     | Rabobank                    | Pays-Bas               | + 4 min 41 s           |
| 3e                     | AG2R La Mondiale            | France                 | + 5 min 56 s           |
| 4e                     | Euskaltel-Euskadi           | Espagne                | + 6 min 27 s           |
| 5e                     | La Française des jeux       | France                 | + 18 min 33 s          |
| 6e                     | Liquigas                    | Italie                 | + 18 min 34 s          |
| 7e                     | BMC Racing Team             | États-Unis             | + 19 min 58 s          |
| 8e                     | Cofidis, le Crédit en Ligne | France                 | + 21 min 26 s          |
| 9e                     | Garmin-Slipstream           | États-Unis             | + 22 min 34 s          |
| 10e                    | BBox Bouygues Telecom       | France                 | + 25 min 58 s          |

## Évolution des classements
| Étapes (Vainqueur)                | Classement général | Classement de la montagne | Classement par points | Classement par équipes |
| --------------------------------- | ------------------ | ------------------------- | --------------------- | ---------------------- |
| Première étape (Cadel Evans)      | Cadel Evans        | Cadel Evans               | Cadel Evans           | Silence-Lotto          |
| Deuxième étape (Angelo Furlan)    | Cadel Evans        | Alexandre Pichot          | Cadel Evans           | Silence-Lotto          |
| Troisième étape (Niki Terpstra)   | Niki Terpstra      | Remi Pauriol              | Niki Terpstra         | Team Milram            |
| Quatrième étape (Bert Grabsch)    | Cadel Evans        | Remi Pauriol              | Cadel Evans           | Team Columbia          |
| Cinquième étape (Sylwester Szmyd) | Alejandro Valverde | Sylwester Szmyd           | Cadel Evans           | Astana                 |
| Sixième étape (Pierrick Fédrigo)  | Alejandro Valverde | Pierrick Fédrigo          | Cadel Evans           | Astana                 |
| Septième étape (David Moncoutié)  | Alejandro Valverde | Pierrick Fédrigo          | Cadel Evans           | Astana                 |
| Huitième étape (Stef Clement)     | Alejandro Valverde | Pierrick Fédrigo          | Cadel Evans           | Astana                 |

## Liste des participants
| Caisse d'Épargne | Silence-Lotto | Astana |
| - 01. Alejandro Valverde - 02. Imanol Erviti - 03. Arnaud Coyot (A 7e) - 04. José Iván Gutiérrez - 05. Luis Pasamontes - 06. Óscar Pereiro - 07. Rigoberto Urán - 08. Xabier Zandio          | - 11. Cadel Evans - 12. Mario Aerts (NP 1e) - 13. Sebastian Lang (A 5e) - 14. Matthew Lloyd - 15. Staf Scheirlinckx (A 3e) - 16. Roy Sentjens - 17. Jurgen Van den Broeck - 18. Jelle Vanendert       | - 21. Alberto Contador - 22. Alexsandr Dyachenko - 23. Jesús Hernández Blázquez - 24. Benjamín Noval - 25. Sérgio Paulinho - 26. Sergey Renev - 27. Tomas Vaitkus - 28. Haimar Zubeldia                    |
| Rabobank | Euskaltel-Euskadi | AG2R La Mondiale |
| - 31. Robert Gesink - 32. Stef Clement - 33. Juan Antonio Flecha - 34. Juan Manuel Gárate - 35. Koos Moerenhout - 36. Grischa Niermann - 37. Joost Posthuma - 38. Bram Tankink               | - 41. Íñigo Landaluze - 42. Aitor Hernández - 43. Mikel Astarloza - 44. Iñaki Isasi - 45. Egoi Martínez - 46. Mikel Nieve - 47. Alan Pérez - 48. Gorka Verdugo                                        | - 51. Cyril Dessel - 52. José Luis Arrieta - 53. Hubert Dupont - 54. Vladimir Efimkin - 55. Ludovic Turpin - 56. Stéphane Goubert - 57. Rinaldo Nocentini - 58. Nicolas Roche                              |
| La Française des jeux | Cofidis | Quick Step |
| - 61. Jérôme Coppel - 62. Sébastien Chavanel - 63. Rémy Di Grégorio - 64. Anthony Geslin - 65. Sebastien Joly - 66. Matthieu Ladagnous - 67. Christophe Le Mével - 68. Benoît Vaugrenard     | - 71. Rémi Pauriol - 72. Stéphane Augé - 73. Julien El Fares - 74. Bingen Fernández - 75. Christophe Kern - 76. Sébastien Minard - 77. Amaël Moinard - 78. David Moncoutié                            | - 81. Tom Boonen (NP 8e) - 82. Jérôme Pineau - 83. Kevin De Weert - 84. Stijn Devolder - 85. Sébastien Rosseler (NP 7e) - 86. Jurgen Van de Walle - 87. Marco Velo - 88. Maarten Wynants                   |
| Garmin-Slipstream | BBox Bouygues Telecom | Team Milram |
| - 91. David Millar - 92. Steven Cozza (A 7e) - 93. Timothy Duggan - 94. Trent Lowe ( A 3e) - 95. Daniel Martin - 96. Christian Meier - 97. Thomas Peterson - 98. Svein Tuft                  | - 101. Pierrick Fédrigo - 102. Yukiya Arashiro - 103. William Bonnet - 104. Cyril Gautier - 105. Laurent Lefèvre - 106. Pierre Rolland - 107. Alexandre Pichot - 108. Yury Trofimov                   | - 111. Servais Knaven (A 8e) - 112. Christian Knees - 113. Christian Kux - 114. Dominik Roels - 115. Niki Terpstra (A 8e) - 116. Peter Velits - 117. Paul Voss - 118. Fabian Wegmann                       |
| Lampre-NGC | Team High Road | Katusha |
| - 121. Simon Špilak - 122. Marco Bandiera - 123. Angelo Furlan - 124. Marco Marzano - 125. Mirco Lorenzetto (A 7e) - 126. Mauro Santambrogio - 127. Daniele Righi - 128. Volodymyr Zagorodny | - 131. Bert Grabsch - 132. Michael Barry (NP 6e) - 133. Adam Hansen - 134. Craig Lewis - 135. Morris Possoni - 136. František Raboň - 137. Marcel Sieberg (NP 4e)                                     | - 141. Alexandre Botcharov - 142. László Bodrogi - 143. Ivan Rovny - 144. Evgueni Petrov - 145. Alexander Serov - 146. Gert Steegmans - 147. Nikolay Trusov - 148. Stijn Vandenbergh                       |
| Saxo Bank | Liquigas | Fuji-Servetto |
| - 151. Lars Ytting Bak - 152. Lasse Bøchman - 153. Jakob Fuglsang - 154. Frank Høj - 155. Alexandr Kolobnev - 156. Karsten Kroon - 157. Nicki Sørensen - 158. Jurgen Van Goolen              | - 161. Ivan Basso (NP 6e) - 162. Maciej Bodnar - 163. Murilo Fischer - 164. Enrico Franzoi (NP 1e) - 165. Aliaksandr Kuschynski - 166. Vincenzo Nibali - 167. Sylwester Szmyd - 168. Frederik Willems | - 171. Hector González (A 5e) - 172. David de la Fuente - 173. Fabrice Piemontesi - 174. Beñat Intxausti - 175. Alberto Fernández de la Puebla - 176. Josep Jufré - 177. Javier Mejías - 178. Cameron Wurf |
| BMC Racing | | |
| - 181. Markus Zberg - 182. Brent Bookwalter - 183. Mathias Frank - 184. Thomas Frei - 185. Jeff Louder - 186. Ian McKissick - 187. Alexandre Moos - 188. Florian Stalder                     | | |